# Anna Maria Mozzoni
Anna Maria Mozzoni (Rescaldina, 5 de maio de 1837 – 14 de junho de 1920) foi uma jornalista italiana. Ela é comumente considerada a fundadora do movimento feminista italiano. Teve um papel determinante na conquista do sufrágio feminino, na Itália.
No início de sua trajetória, Mozzoni alinhou-se ao socialismo utópico de Charles Fourier. Mais tarde abraçou a luta contra a pobreza e pela igualdade das mulheres, argumentando que elas precisavam entrar no mercado de trabalho para desenvolver a personalidade feminina fora do "monarcato patriarcale" (da família patriarcal). Em 1864 escreveu La donna e i suoi rapporti sociali in occasione della revisione del codice italiano, uma crítica feminista da lei de família italiana. Em 1877 Mozzoni apresentou uma petição ao parlamento para o sufrágio feminino. Em 1878 representou a Itália no Congresso Internacional sobre os Direitos da Mulher em Paris. Em 1879 publicou sua tradução do inglês para o italiano de The Subjection of Women, de John Stuart Mill. Em 1881 Mozzoni juntou-se a outros republicanos, radicais e socialistas, em uma reivindicação pelo sufrágio universal, incluindo o sufrágio feminino. No mesmo ano ela fundou a Liga para a Promoção dos Interesses das Mulheres (Lega promotrice degli interessi femminili) em Milão, para promover várias pautas de interesse das mulheres.

## Publicações
- La donna e i suoi rapporti sociali (1864);
- La donna in faccia al progetto del nuovo Codice civile italiano (1865);
- Un passo avanti nella cultura femminile. Tesi e progetto (1866);
- Il Bonapartismo in Italia. Memoria (1867);
- Il Bonapartismo in Italia. Memoria (1867);
- La servitù delle donne, tradução de J. S. Mill, The Subjection of Women (1870);
- Sul regolamento sanitario della prostituzione, em «La Riforma del secolo XIX» (1870);
- Del voto politico alle donne (1877);
- Il Congresso Internazionale per i diritti delle donne in Parigi, em «La donna» (1878);
- Della riforma sociale in favore delle donne (1880);
- I socialisti e l'emancipazione della donna (1892).